# Nikosthenes

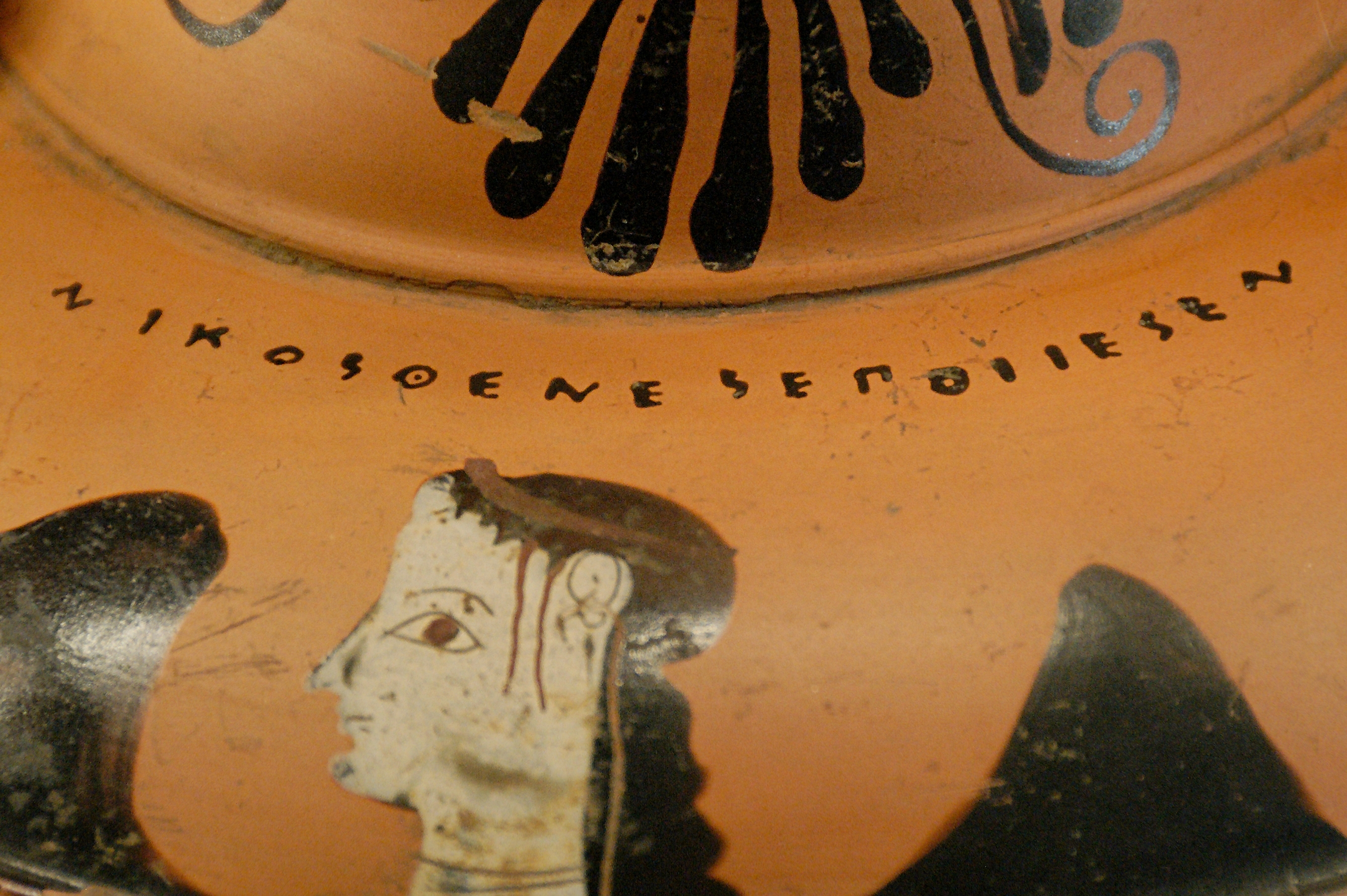
Nikosthenes' Signatur (Nikosthenes epoiesen) auf einer schwarzfigurigen Amphora des Malers N, ca. 530–520 v. Chr., Paris, Louvre F 102

Nikosthenes war ein Töpfer, der um 545 bis 510 v. Chr. eine Werkstatt in Athen betrieb. In dieser wurden überwiegend Gefäße im schwarzfigurigen Stil gefertigt, jedoch auch einige Bilinguen sowie rotfigurige Vasen. 
Die Signatur Nikosthenes epoíesen – Nikosthenes hat es gemacht ist die am häufigsten überlieferte Töpfersignatur aus der Antike überhaupt. Sie wurde auf bisher 139 schwarz- und 10 rotfigurig bemalten Gefäßen gefunden.
Von besonderer Bedeutung waren die Nikosthenischen Amphoren, die eine etruskische Bucchero-Form nachahmen. Allein von ihnen sind etwa 130 überliefert. Die meisten sind von Nikosthenes hergestellt, ein paar sind zwar von ihm signiert, aber nur seiner Werkstatt zuzuschreiben. Die Bemalung erfolgte zum großen Teil durch einen einzigen Maler. Es ist unklar, ob dies auch Nikosthenes war. Genannt wird dieser Maler Maler Nikosthenes oder auch Maler N. Die übrigen Gefäße wurden von verschiedenen anderen Malern bemalt. Einige Objekte mit seiner Signatur muss man sowohl anderen Malern als auch anderen Töpfern zuschreiben. Einige der von Nikosthenes als Töpfer signierten Vasen wurden von einem rotfigurigen Vasenmaler bemalt, der nach ihm den Notnamen Nikosthenes-Maler erhielt.

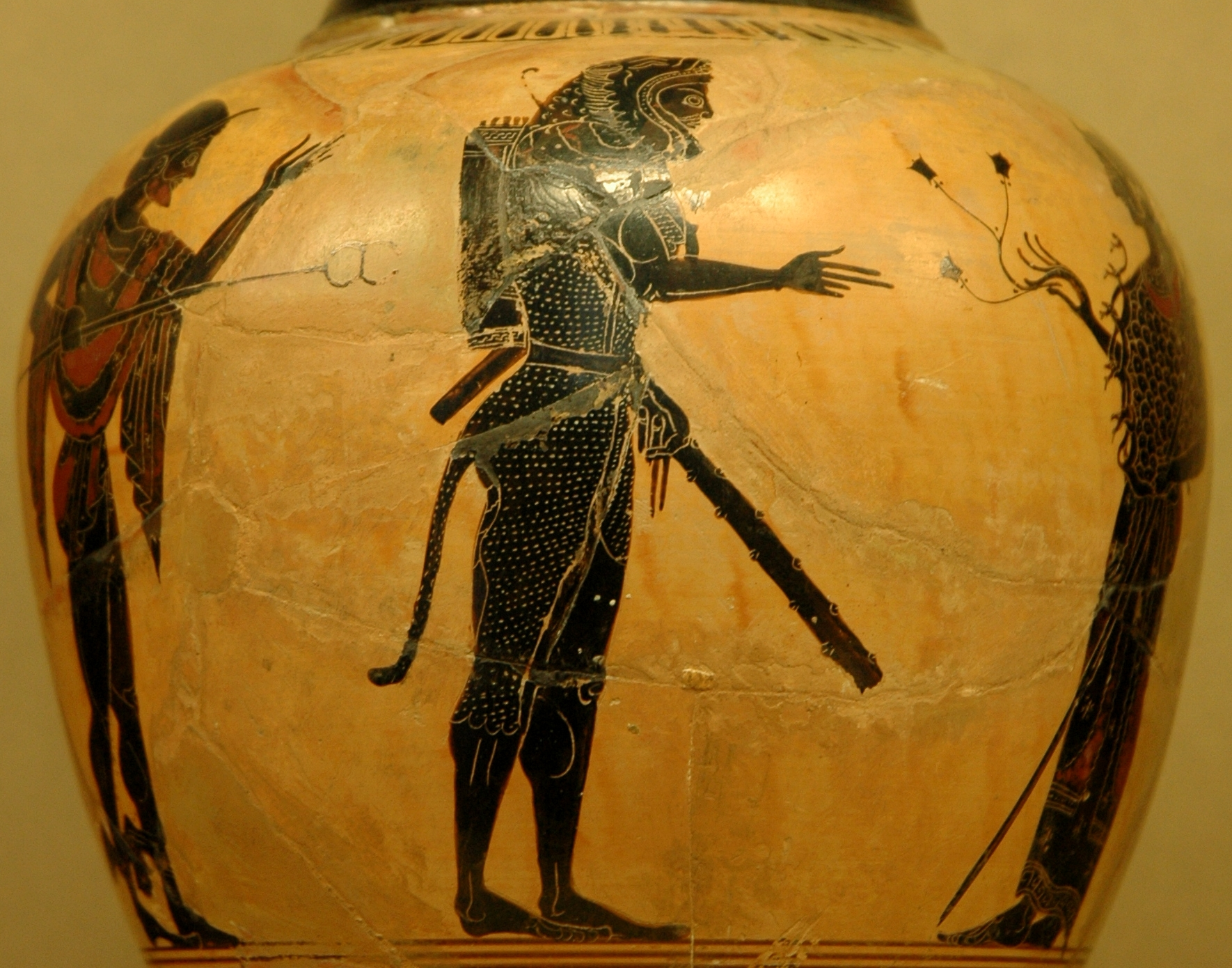
Von Nikosthenes getöpferte Oinochoe im Louvre

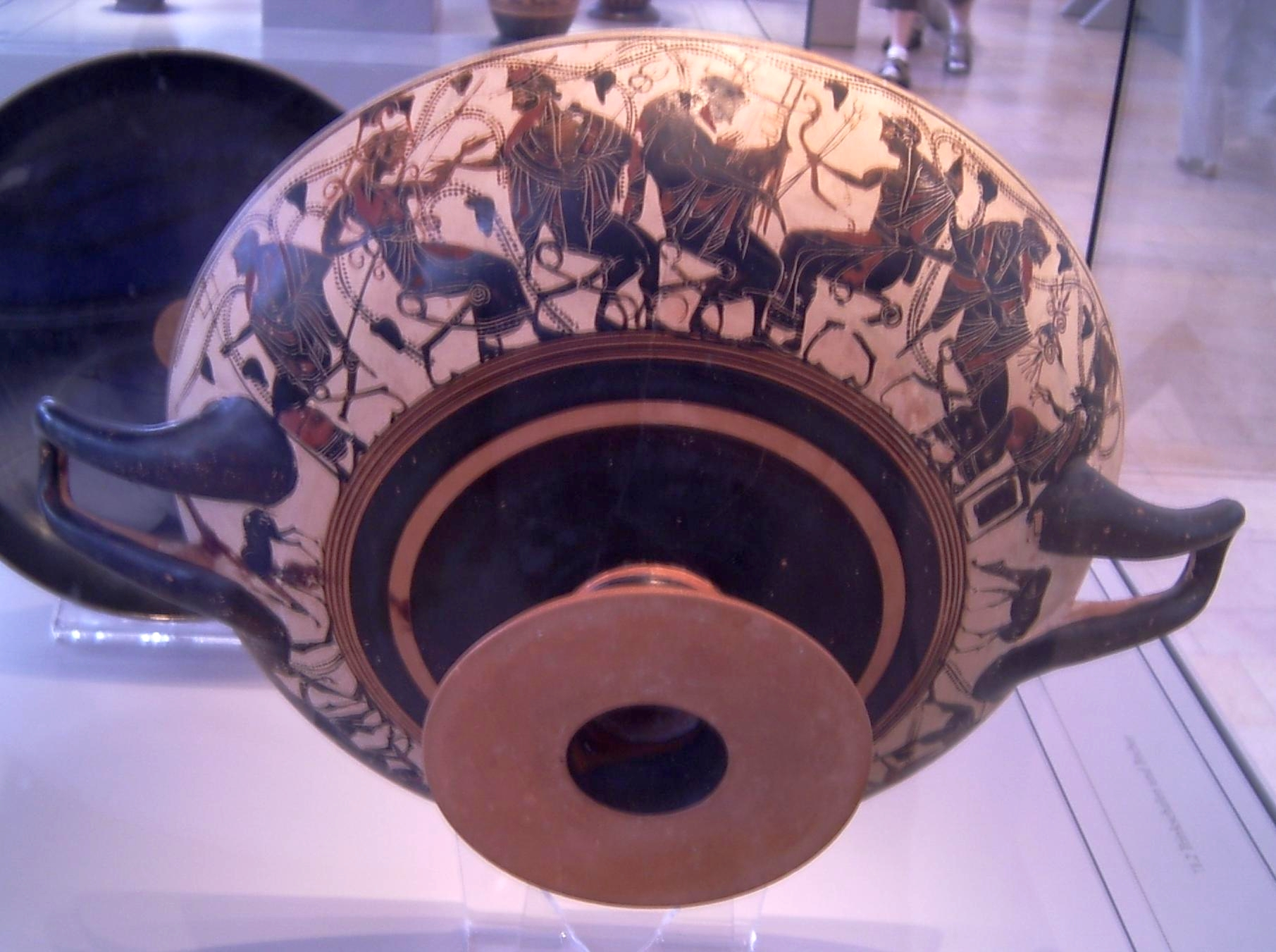
Nikosthenische Kylix, Antikensammlung Berlin

Als Töpfer schuf Nikosthenes vor allem kleinere Gefäße, war aber bei der Form immer wieder auf der Suche nach neuen Formen und verschloss sich dabei auch nicht außerattischen Eindrücken. Die Suche nach Neuem endete nicht bei der Form, auch bei Maltechniken war Nikosthenes immer auf der Suche nach Innovationen. So wandte er etwa die Six-Technik an (Figuren in rotbrauner oder weißer Farbe auf Glanzton). Als Töpfer arbeitete er mit vielen, häufig wechselnden Malern zusammen, darunter Lydos, Oltos, Epiktetos und dem Nikosthenes-Maler. All diese Maler arbeiteten auch für Pamphaios, einen jüngeren Kollegen des Nikosthenes, der auch verschiedene Formen von diesem übernahm. Viele dieser unsignierten Nachahmungen sind heute schwer von den Werken des Nikosthenes zu unterscheiden. Nikosthenes beschäftigt neben den schon erwähnten Malern noch weitere bekannte Künstler, darunter den BMN-Maler und andere Künstler der Bellerophon-Klasse.
Die Amphoren des Nikosthenes wurden zum größten Teil nach Caere exportiert, die restlichen vor allem nach Vulci. Außerhalb Etruriens fanden sich fast keine der Werke des Töpfers. Die die Bucchero-Keramik nachahmenden Werke wurden vor allem in Caere (heute Cerveteri) gefunden. Interessant ist daran, dass Nikosthenes hier einen besonderen Geschäftssinn offenbart. Zum einen scheint er sich an den Anforderungen des wichtigen etruskischen Exportmarktes zu orientieren, zum anderen beliefert er dort die verschiedenen Städte nach deren unterschiedlichen Geschmäckern.